# Молодечно
Молоде́чно (біл. Маладзе́чна, Maladziečna; біл. тарашк. Маладэчна, Maładečna) — адміністративний центр Молодечнеського району Мінської області. Розташоване на річці Уша за 73 км на північний захід від Мінська. Площа міста — 33,33 або 33,49 км².
Станом на 1 січня 2016 року населення становило 94 922 людини, на 2025 рок — 88 290.

## Історія

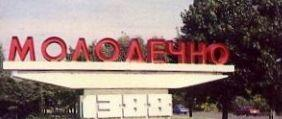
Стела на в'їзді в місто Молодечно

Перша письмова згадка про Молодечно відноситься до другої половини XIV століття, а точніше 16 січня 1388 року.
1413 року містечко увійшло у склад Віленського воєводства.
У XV столітті побудований дерев'яний замок, що неодноразово горів, а у XVIII столітті був зруйнований.
Згідно з адміністраційно-територіальною реформою (1565—1566 років) Молодечно увійшло у склад Мінського повіту Мінського воєводства. 1567 року у Молодечно проходили попередні перемовини представників Великого Князівства Литовського і Королівства Польського відносно Люблінської унії.
Наприкінці XVI століття Молодечно входило у двадцятку найбільших міст Великого Князівства Литовського на території сучасної Булорусі. У різні часи місцевісць знаходилася у володінні Заславських, Санґушків, Огінських та інші.
1708 року, під час Великої Північної війни (1700—1721), Молодечно певний час займали шведські війська. У 1757 році король і великий князь Август Сас надав містечку привілей на торгівлю.
При другому поділі Речі Посполитої (1793) Молодечно опинилося у складі Російської імперії, у Вілейському повіті Мінської губернії, з 1847 року — Віленської губернії. 4-5 грудня 1812 року, під час французько-російської війни, біля містечка російські війська розбили ар'єргард французької армії маршала Віктора.
1864 року, з метою русифікації краю, відкрита наставницька семінарія, викладання в якій велося виключно російською мовою під наглядом Московського патріархату.
У 1873 році через місто прокладена Лібаво-Роменська залізниця, з відкриттям однойменної станції, яка сприяла перетворенню невеликого містечка у залізничний вузол.

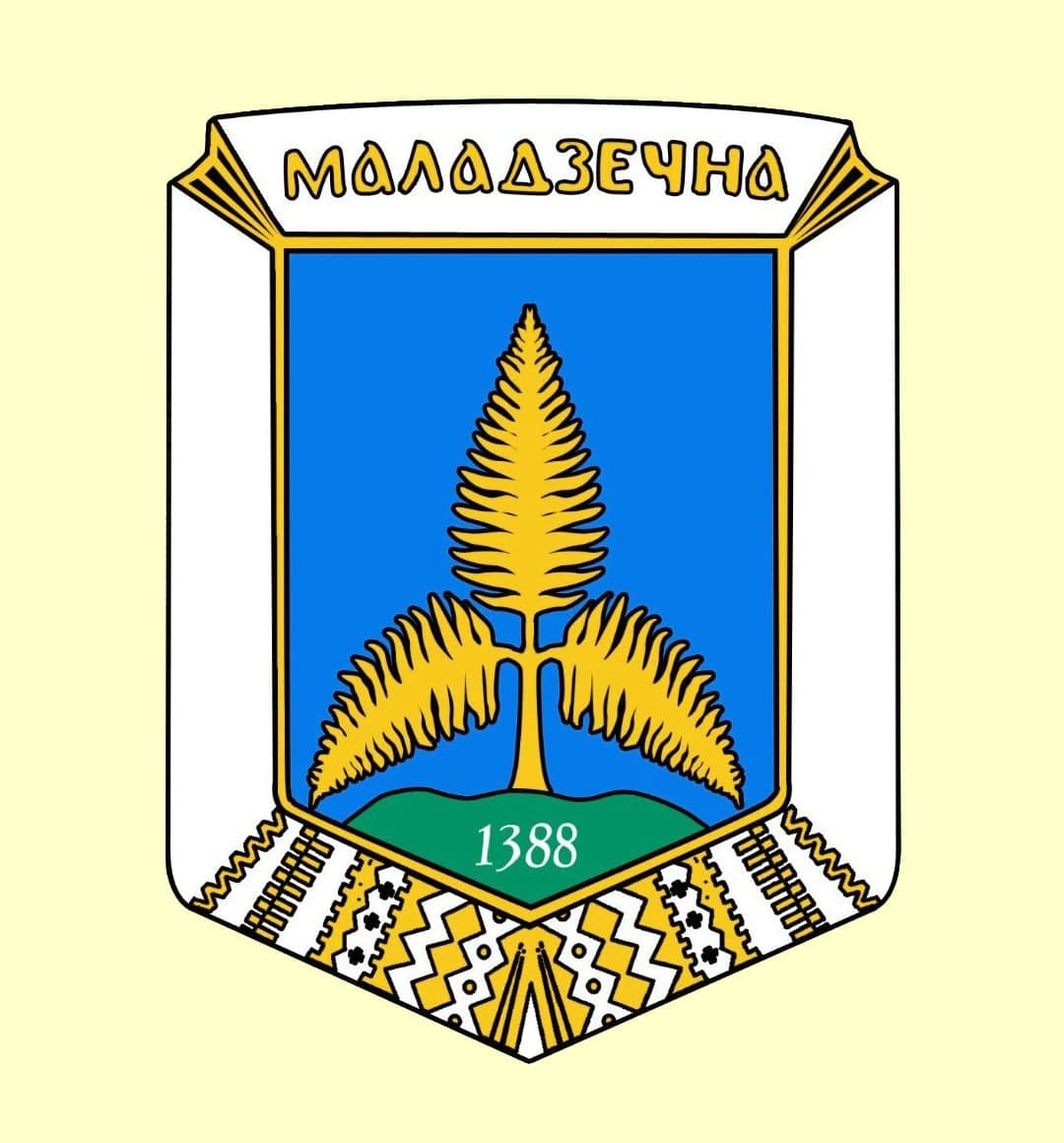
Герб Молодечна 1988-1999

Фотографії міста Молодечно
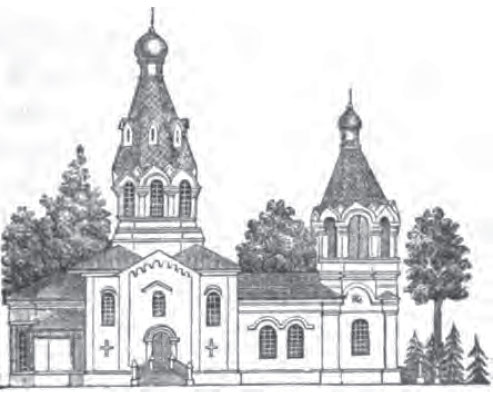
Церква-муравйовка МП
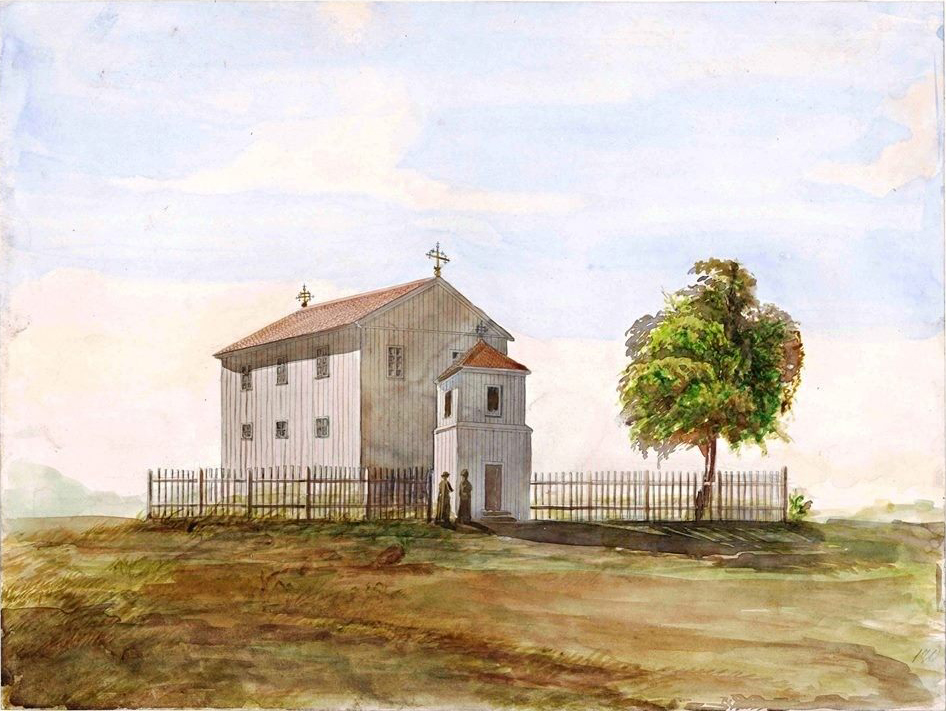
Греко-католицька церква
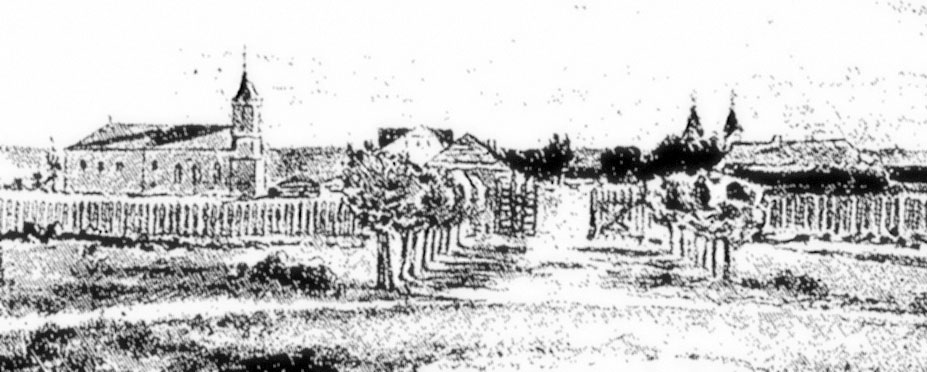
Панорама містечка
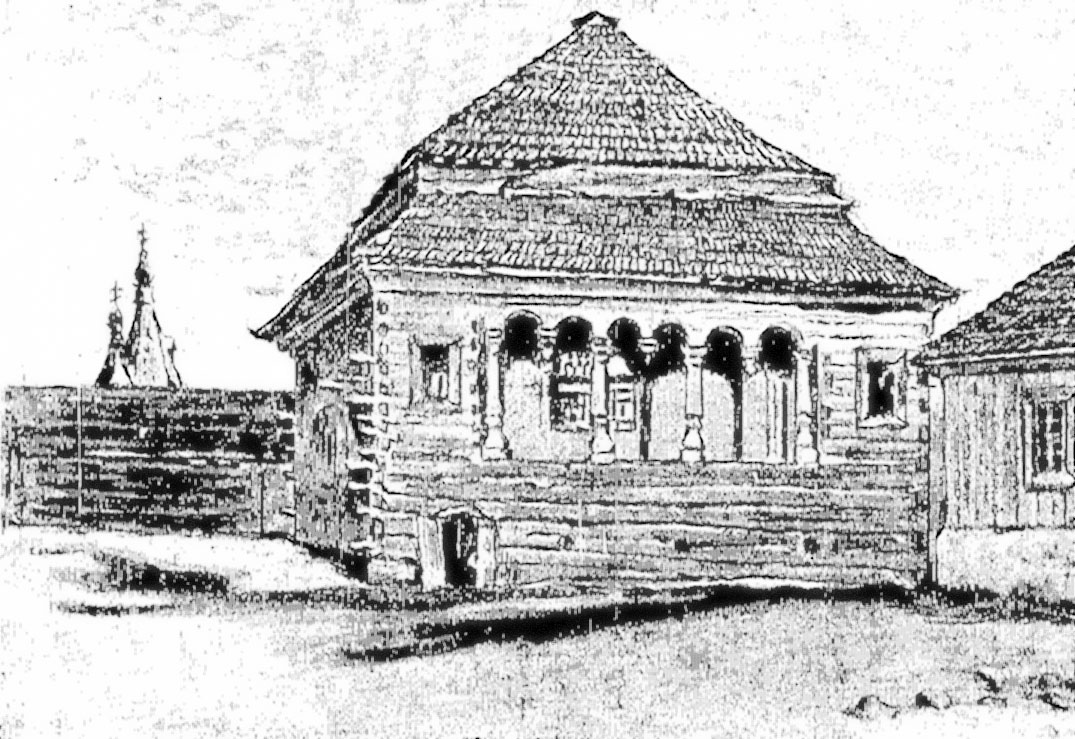
Синагога

## Промисловість
Структура галузей промисловості різноманітна — це харчова промисловість, металообробна, виробництво будівельних матеріалів, меблів, легка промисловість, виробництво парфумерії та керамічних виробів тощо.
Найбільші підприємства:
- ТОВ «Трайпл-Велес»[6][7]
- ВАТ «Молодечненський молочний комбінат»[8][9]
- РУП «Молодечненський завод металоконструкцій»[10][11]
- ВАТ «Молодечненський верстатобудівний завод»[12][13]
- ЗАТ «Молодечномеблі»[14][15]
- ВАТ «Завод залізобетонних конструкцій»[16][17]
- ЗАТ «Завод ваговимірювального обладнання»[18][19]
- РУП «Молодечненський завод порошкової металургії»[20][21]
- ВАТ «Электромодуль»[22][23]
- ТОВ «Мінський Меблевий Центр»[24][25]

## ЗМІ
- «Рэгіянальная газета» (укр. Регіональна газета) — щотижнева суспільно-політична газета білоруською мовою.